# Vojníkov
Vojníkov es un pequeño pueblo del sur de la República Checa, en la región de Bohemia en el distrito de Písek. Está situado a 6 kilómetros al norte de esta última ciudad, y a uno al este del río Otava.
Está dividido en tres partes: Vojníkov, Madripo y Lukas, y el pueblo está situado donde se cruzan las rutas de los molinos de Otava y otros pueblos (Vrcovice o Záhoří). El pueblo tiene una historia que se extiende por varios siglos, como otros asentamientos en tierras checas. 
En la parte occidental del territorio del pueblo se puede ver el río Otava. Su valle, es decir, la parte cercana a Vojníkov, ha sido un lugar donde se han construido desde los años 50 casas de campo y zonas de ocio, utilizadas sobre todo por personas que trabajan en Písek, así como desde Praga, České Budějovice, o Strakonice.. Estas instalaciones incluyen un pub y un camping. 
- Datos: Q2309394
- Multimedia: Vojníkov / Q2309394